# Ekosofi
Ekosofi, ekologisk filosofi, och en av dess främsta företrädare är Arne Næss. Ordet är bildat av dels ekologi, vetenskapen om samspelet mellan levande varelser och miljö och andra delen från grekiskans sofi ("vishet"). Ekosofer ser allt levande som en helhet, och enligt dessa är människan inte naturens självklara höjdpunkt. Naturen har enligt ekosofer ett egenvärde. Åskådningen kan ses som en form av normativ etik.
Ekosofi – ” frälsning från självtillräcklighet", I linje med detta hävdar Naess varje varelses rätt till självutveckling. Målet för detta, självrealisering, blir därmed det centrala begreppet i Næss’ "ekosofi". 
Skillnaden är att individualitetstänkandet nu inte bara gäller människan utan alla levande varelser, självrealiseringen skulle, enligt dessa, kunna vara målet för alla "levande väsen". Uppfattningen att allt har en själ eller ett psyke har förfäktats av främst vissa idealister inom västerländsk filosofi, och uppfattningen uppvisar även likheter med buddhismen.
Åskådningens anhängare kan se den som en humanism som överskrider sig själv och därför inte längre är en egoistisk och egocentrisk "människoism" utan ett tänkande och kännande som solidariserar sig med världen i dess helhet. Det mänskliga har förenat sig med "det omänskliga" till samverkan, symbios, synergi.
Ekosofer förespråkar ett jämviktssamhälle som kämpar mot miljöförstöring och kämpar för en hållbar utveckling där man inte förbrukar mer än nödvändigt av jordens resurser, de menar att människan inte får förgripa sig på naturen.

## Några kända ekosofer
- Arne Næss
- Hartwig Sætra företräder en marxistisk gren av ekosofin.[5]
- Ole Jensen företräder en kristen gren av ekosofin.[5]
- Pentti Linkola